# فهرست توابع متناوب
در زیر فهرستی از توابع متناوب معروف آمده‌است:

## توابع حقیقی

### توابع مثلثاتی
- سینوس (ریاضیات)
- کسینوس
- تانژانت

### توابع شبه مثلثاتی
- چرخه‌زاد
- چرخزاد

### توابع ناهموار
- موج مثلثی (ناپیوسته)
- موج مربعی (ناپیوسته)
- موج سینوسی (ناپیوسته)
- موجی دندانه‌ای (ناپیوسته)

### توابع برداری
- درون‌چرخه‌زاد
- اسپیروگراف

## توابع موهومی
- فرمول اویلر، eix = cos x + i sin x